# Agujetas de color de rosa
Agujetas de color de rosa és una telenovel·la mexicana juvenil produïda per Luis de Llano Macedo per a l'empresa Televisa, exhibida per primera vegada en 1994 i 1995.
Protagonitzada per Angélica María, Alberto Vázquez i Carlos Bracho (aquest últim entrà a substituir Vázquez), com a protagonistes juvenils va tenirNatalia Esperón, Flavio César i Alexis Ayala, i amb les participacions antagòniques de María Teresa Rivas, Gabriela Hassel, Angélica Aragón, Edith Márquez, Liliana Weimer, Roxana Chávez, Nora Salinas i Sergio Blass.

## Resum
Elisa acaba de quedar vídua i ara ha de tirar endavant tres fills: Paola, Daniel i Anita. Elvira, mare del difunt Esteban desitja robar-li la seva herència i per a això contracta Julián Ledezma, un advocat vil i ambiciós que està enamorat de Paola, qui desitja ser una patinadora, ja que la pista de gel la inspira i omple de tranquil·litat.
Gonzalo és un bon home, però la seva dona l'ha abandonat i li deixados fills, Martín i Luisito, per la qual cosa ara ha de posar tot el seu esforç i obstinació per a evitar que la seva família es desbarati. Martín somia amb ser un gran cantant i signar un contracte amb una discogràfica.
Un dia, Elisa xoca amb Gonzalo i malgrat el contratemps, comença una bella amistat que li servirà a ella en els moments difícils. Quan Paola i Martín es coneixen sorgeix un odi entre ells que més endavant es converteix en amor, malgrat l'interès que cap a Martín sent l'amiga de Paola (Vanessa del Moral, la filla de l'amo de la pista on Paola treballa com cambrera i on patina).
En notar l'interès que Martín i Paola es tenen, Vanessa tracta de destruir la relació (enemistant-se amb Paola, a qui converteix en la seva odiada rival). Fins i tot, en assabentar-se que en la pista existeix un equip de patinatge en el qual participa Paola, Vanessa s'inscriu amb la condició de competir contra la seva antiga amiga. Paola i Vanessa es converteixen en les dues concursants de l'equip per a competir contra un equip estranger en una gran exhibició de prova. Durant el desenvolupament de l'esdeveniment, quan Vanessa i Paola són les que patinen, la primera ocasiona que la segona sofreixi un greu accident, ventant-la contra les finestres dels voltants de la pista. Tot el públic està commocionat pel succés que té lloc, especialment Julián Ledezma i la família de Paola. Ella és traslladada a l'hospital immediatament. Les expectatives que torni a caminar són molt difícils, informen els doctors a la família Armendares. No obstant això, malgrat tots els pronòstics inicials, i després de diversos tractaments i una operació, Paola torna a caminar.
Mentrestant, Vanessa se'n va de gira amb Martín. No obstant això, a causa dels constants atacs de gelosia de la seva companya, i per altres detalls, Martín demana allunyar Vanessa del grup, a qui ja no suporta. Tots transcorre de manera normal durant les següents setmanes.
Vanessa comença a mostrar símptomes de malaltia que preocupen la seva mare. Ella mana fer-li unes anàlisis a la seva filla, i per mitjà d'ells, es confirma que la seva filla pateix de càncer, i que només li queda molt poc temps de vida. Contristada, la mare de Vanessa sol·licita veure Martín, a qui li conta la malaltia de la seva filla. El jove queda impactat. La mare li sol·licita, a més, que es casi amb la seva filla per a fer-li passar uns moments feliços abans de la seva partida. Martín dubta a acceptar, però quan Vanessa es desmaia davant ell i davant Paola, el cantant decideix acceptar. Visita Vanessa i li demana matrimoni. Vanessa accepta.
El futur matrimoni és del domini públic. Paola no pot evitar sentir-se malament davant la situació, però l'accepta de bona gana. El dia de les noces arriba, i abans que comenci l'esdeveniment, Vanessa comença a sentir-se malament. La núvia és traslladada al seu domicili, on tots els convidats estan a l'expectativa (Paola i Vanessa enraonen a l'habitació). El moment tràgic arriba per fi. Vanessa mor enmig del plor dels seus pares i la commoció de Martín, Paola i els seus respectius familiars, que anaven a assistir a les noces.
Després que Vanessa és sepultada, Paola i Martín reprenen la seva relació. Però els conflictes de Martín amb el seu mànager es fan més grans, i el jove decideix enfrontar-lo. Això ocasiona que Martín sigui portat injustament a la presó. Paola, desesperada, sol·licita l'ajuda de Julián Ledezma, qui accepta treure de la presó Martí. Paola es compromet, com a agraïment, a casar-se amb ell. Martín és alliberat, en tant que el seu antic mànager és portat a la presó.
Mentrestant, la relació sentimental entre Elisa i Gonzalo (qui s'havia divorciat de la seva esposa) comença a esquerdar-se. La gelosia envaeixen Gonzalo quan apareix un nou pretendent d'Elisa (César). Però posteriorment tot es compon, i Elisa i Gonzalo novament reprenen el seu amor.
Martín busca Paola. No obstant això, ella ja està casada amb Julián, i a més, li diu que ja no l'estima. Gonzalo aconsella al seu fill oblidar-se per sempre de Paola. Davant això, el jove decideix anar-se'n de gira a l'exterior, perquè ja no li queda res que li ho impedeixi. Martín i el seu grup se'n van de gira, aconseguint un èxit espectacular i elevant-se a la categoria d'artistes reconeguts.
Gonzalo, feliç de l'èxit del seu fill, decideix posposar un temps la seva relació amb Elisa per a anar a veure al seu fill. Però l'avió en el qual viatja falla, tenint conseqüències fatals per als passatgers. Amb això, acaba la vida de Gonzalo i l'amor entre ell i Elisa.
Passa el temps, ell matrimoni entre Julián i Paola enfronta alguns problemes. Elisa i la seva família s'involucren en un internat, on sorgeixen noves històries. Tot tipus de coses separa la família Armedarez, però al final tot s'arreglar, Donya Elvira es penedeix de tota la maldat que li va causar a la seva pròpia família i demana perdó.
Només l'amor i suport, va aconseguir que una família es reunirà i aquesta vegada per sempre.

## Repartiment
- Angélica María - Elisa Morán vda. de Armendares
- Alberto Vázquez - Gonzalo Dávila
- Carlos Bracho - Jorge Bosch
- Natalia Esperón - Paola Armendares Morán
- Flavio César - Martín Dávila
- Alexis Ayala - Julián Ledezma
- María Teresa Rivas - Doña Elvira vda. de Armendares
- Gabriela Hassel - Vanessa Del Moral
- Pedro Armendáriz Jr. - Aarón Zamora
- Roxana Chávez - Irma de Zamora
- Liliana Weimer - Patricia de Dávila
- Eulalio González "Piporro" - Antonio Rozas
- Angélica Aragón - Bertha
- Eduardo Liñán - Alonso Del Moral
- Anel - Rebeca de Del Moral
- David Ostrosky - Víctor Manuel Medina
- Oscar Servin - Bruno
- Monserrat Ontiveros - Avelina "Lina" Gómez Calderón
- Pedro Weber "Chatanuga" - Nicolás Dávila
- Germán Robles - Jaime[4]
- Irán Castillo - Cecilia Zamora Gómez
- José María Torre - Daniel Armendares Morán
- Marisol Mijares - Renata Zamora
- Alan Gutiérrez - Jerónimo Martínez
- Marisol Centeno - Ana "Anita" Armendares Morán
- Felipe Colombo - Luis "Luisito" Dávila
- Shanti Clasing - Marisol
- Leonardo Daniel - Miguel Davis
- Julissa - Dolores "Lola"
- Ofelia Guilmáin - Bárbara
- Enrique Guzmán - César Galán
- César Évora - Esteban Armendares
- Diego Schoening - Tavo
- Humberto Elizondo - Tomás
- Sergio de Bustamante - Gino
- Sergio Blass - Christian
- Nora Salinas - Jessica
- Charlie - Félix
- Francesca Guillén - Deborah / Fernanda Gómez Calderón
- Silvia Campos - Marcela
- Karla Álvarez - Isabel
- Ariane Pellicer - Lorelei
- Sherlyn - Clarita
- Alejandra Peniche - Gloria Gómez Calderón
- Sergio Acosta - Ismael Pérez
- Eduardo Arroyuelo - Rubén
- Alejandro Ibarra - Aldo
- Sergio Ochoa - Fernando
- Adriana Acosta - Adriana
- Kelly - Kelly
- Sheyla Tadeo - Sheyla
- Edith Márquez - Edith del Castillo
- Cecilia Toussaint- Mariana
- Claudia Hernández
- Irlanda Mora
- Isaac Edid - Rafa
- Regina Torné - Mercedes Bosch
- Alfredo Alegría - Lenguardo
- Eugenio Bartilotti - Silver
- Diego Sieres - Memo
- Lourdes Reyes - Laura
- Giorgio Palacios - Del Prado
- Alejandra Espejo - Dinorah
- Luis Gimeno - Lucio
- Jorge Russek - Pompeyo
- Patricio Castillo - Serafín
- Manuel Gurría - Coque
- Sandra Olivares - Lorena
- Laureano Brizuela - Laureano
- Arleth Terán
- Anna Silvetti
- Eduardo Schillinsky
- Yadira Santana
- Marcela Pezet
- Vaitiare Bandera - María
- Raúl Meraz - César Ledezma, pare de Julián
- Juan Carlos Colombo - Dr. Belazcuarán
- Guillermo Murray
- Lourdes Munguía
- Miguel Pizarro
- Toño Infante
- Adal Ramones
- Amira Cruzat
- Charo
- Jacqueline Voltaire - Profesora de Urbanidad
- Héctor Sandarti
- Zoila Quiñones
- Arturo Peniche
- Saúl Lisazo - Rafael Fregozo
- Fernando Borges - Xofer
- Juan Verduzco - Sr. Méndez
- Óscar Morelli - Majordom de mansión
- Antonio Miguel - Àngel del celo
- Julio Bracho - El Pirañas
- Laureano Brizuela - Pare de Cristian

## Equip de producció
- Història original: Susan Crowley
- Adaptació: Sergio Schmueler
- Supervisió literària: Gabriela Ortigoza
- Edició literària: Alejandro Fuente
- Producció musical: Manuel Pacho
- Editor: Alfredo Sánchez
- Escenografia: Mirsa Paz
- Ambientació: Verónica Luna, Manuel Domínguez
- Disseny de vestuari: Gabriela Chávez, Vanessa Zamora
- Coordinador d'art: Juan José Urbini
- Gerents de producció: Lety Díaz, Cecilia Fuentes M.
- Realització de videoclip: Patty Juárez, Edgar Ballesteros
- Escenes de Risc en Patins: Frank Martínez G.
- Director de càmeres: Manuel Barajas
- Directora d'escena en locación: Karina Duprez
- Director d'escena: Otto Sirgo
- Producció associada: Fides Velasco
- Productor: Marco Flavio Cruz
- Productor executiu: Luis de Llano Macedo

## Premis i nominacions

### Premis TVyNovelas 1995
| Categoria                   | Nominat(a)              | Resultat   |
| --------------------------- | ----------------------- | ---------- |
| Millor telenovel·la         | Luis de Llano Macedo    | Nominat    |
| Millor actriu protagonista  | Angélica María          | Nominada   |
| Millor primera actriu       | María Teresa Rivas      | Nominada   |
| Millor actor de repartiment | Pedro Weber "Chatanuga" | Guanyador  |
| Millor actriu jove          | Natalia Esperón         | Nominada   |
| Millor actor jove           | Alexis Ayala            | Nominat    |
| Millor revelació femenina   | Iran Castillo           | Nominada   |
| Millor revelació femenina   | Natalia Esperón         | Guanyadora |
| Millor revelació masculina  | Flavio César            | Guanyador  |
| Millor actriu infantil      | Marisol Centeno         | Guanyadora |
| Millor actor infantil       | Felipe Colombo          | Nominat    |
| Millor telenovel·la juvenil | Luis de Llano Macedo    | Guanyador  |

### Premis El Heraldo de México 1994
| Categoria                 | Nominat(a)           | Resultat   |
| ------------------------- | -------------------- | ---------- |
| Millor telenovel·la       | Luis de Llano Macedo | Nominat    |
| Millor actriu             | Angélica María       | Nominada   |
| Millor revelació de l'any | Natalia Esperón      | Guanyadora |
| Millor revelació de l'any | Flavio César         | Nominat    |
| Millor revelació de l'any | Iran Castillo        | Nominada   |

### Premis ACE 1995
| Categoria                 | Nominada      | Resultat   |
| ------------------------- | ------------- | ---------- |
| Millor revelació de l'any | Roxana Chávez | Guanyadora |

### TP d'Or 1995
| Categoria           | Nominat              | Resultat |
| ------------------- | -------------------- | -------- |
| Millor telenovel·la | Luis de Llano Macedo | Nominat  |